# Таскешу (Толебийский район)
Таскешу (каз. Таскешу) — упразднённое село в Толебийском районе Туркестанской области Казахстана. Входило в состав Казгуртского сельского округа. В 2000 году включено в состав г. Ленгер.

## История
Образовано в 1992 году путем объединения посёлков Подхоз и Строительный.

## Население
По данным переписи 1999 года в селе проживало 1800 человек (870 мужчин и 930 женщин).